# Jussarö församling
Jussarö församling var en tidigare luthersk församling på ön Jussarö i Pojo socken i Finland. Från omkring 1830 till 1860 fanns ett predikohus på Jussarö, avsett både för de fångar som arbetade i gruvan och för skärgårdsbefolkningen. Kaplanen i Ekenäs höll gudstjänster på både finska och svenska en gång i månaden. Församlingen tillhörde Pojo annex och var underställd Ekenäs landsförsamling.